# Хозяин Карибу
Хозяин Карибу (англ. Caribou Master), также Канипиникассикуеу (Kanipinikassikueu) и Катипенимитак (Katipenimitak) — могущественный дух в мифологии инну. Согласно мифу, человек из инну стал жить с Карибу. Он женился на одной из них и сам принял форму карибу. Он стал хозяином оленей и поставщиком их народу инну.